# Gran Premio motociclistico del Portogallo 2021
Il Gran Premio motociclistico del Portogallo 2021 è stato la terza prova su diciotto del motomondiale 2021, disputato il 18 aprile all'Autódromo Internacional do Algarve. Le vittorie nelle tre classi sono andate a: Fabio Quartararo in MotoGP, Raúl Fernández in Moto2 e Pedro Acosta in Moto3. Per Fernández si tratta della prima vittoria nella classe Moto2.

## MotoGP
A seguito di un incidente durante la terza sessione di prove libere, Jorge Martín non disputa la gara.

### Arrivati al traguardo
| Pos. | Nº | Pilota            | Squadra                     | Motocicletta       | Giri | Tempo     | Griglia | Punti |
| ---- | -- | ----------------- | --------------------------- | ------------------ | ---- | --------- | ------- | ----- |
| 1º   | 20 | Fabio Quartararo  | Monster Energy Yamaha       | Yamaha YZR-M1      | 25   | 41'46.412 | 1º      | 25    |
| 2º   | 63 | Francesco Bagnaia | Ducati Lenovo               | Ducati Desmosedici | 25   | +4.809    | 11º     | 20    |
| 3º   | 36 | Joan Mir          | Suzuki Ecstar               | Suzuki GSX-RR      | 25   | +4.948    | 9º      | 16    |
| 4º   | 21 | Franco Morbidelli | Petronas Yamaha SRT         | Yamaha YZR-M1      | 25   | +5.127    | 5º      | 13    |
| 5º   | 33 | Brad Binder       | Red Bull KTM Factory Racing | KTM RC16           | 25   | +6.668    | 15º     | 11    |
| 6º   | 41 | Aleix Espargaró   | Aprilia Racing Team Gresini | Aprilia RS-GP      | 25   | +8.885    | 7º      | 10    |
| 7º   | 93 | Marc Márquez      | Repsol Honda                | Honda RC213V       | 25   | +13.208   | 6º      | 9     |
| 8º   | 73 | Álex Márquez      | LCR Honda Castrol           | Honda RC213V       | 25   | +17.992   | 13º     | 8     |
| 9º   | 23 | Enea Bastianini   | Esponsorama Racing          | Ducati Desmosedici | 25   | +22.369   | 16º     | 7     |
| 10º  | 30 | Takaaki Nakagami  | LCR Honda Idemitsu          | Honda RC213V       | 25   | +23.676   | 21º     | 6     |
| 11º  | 12 | Maverick Viñales  | Monster Energy Yamaha       | Yamaha YZR-M1      | 25   | +23.761   | 12º     | 5     |
| 12º  | 10 | Luca Marini       | SKY VR46 Esponsorama        | Ducati Desmosedici | 25   | +29.660   | 8º      | 4     |
| 13º  | 9  | Danilo Petrucci   | Tech 3 KTM Factory Racing   | KTM RC16           | 25   | +29.836   | 15º     | 3     |
| 14º  | 32 | Lorenzo Savadori  | Aprilia Racing Team Gresini | Aprilia RS-GP      | 25   | +38.941   | 20º     | 2     |
| 15º  | 27 | Iker Lecuona      | Tech 3 KTM Factory Racing   | KTM RC16           | 25   | +50.642   | 19º     | 1     |
| 16º  | 88 | Miguel Oliveira   | Red Bull KTM Factory Racing | KTM RC16           | 24   | + 1 giro  | 10º     |       |

### Ritirati
| Nº | Pilota          | Squadra             | Motocicletta       | Giri | Griglia |
| -- | --------------- | ------------------- | ------------------ | ---- | ------- |
| 5  | Johann Zarco    | Pramac Racing       | Ducati Desmosedici | 19   | 3º      |
| 42 | Álex Rins       | Suzuki Ecstar       | Suzuki GSX-RR      | 18   | 2º      |
| 46 | Valentino Rossi | Petronas Yamaha SRT | Yamaha YZR-M1      | 14   | 17º     |
| 43 | Jack Miller     | Ducati Lenovo       | Ducati Desmosedici | 5    | 4º      |
| 44 | Pol Espargaró   | Repsol Honda        | Honda RC213V       | 4    | 14º     |

## Moto2
Miquel Pons sostituisce Tommaso Marcon alla guida della MV Agusta F2, risultato positivo al COVID-19, mentre Fraser Rogers prende il posto di Barry Baltus sulla NTS.

### Arrivati al traguardo
| Pos. | Nº | Pilota                | Squadra                  | Motocicletta | Giri | Tempo     | Griglia | Punti |
| ---- | -- | --------------------- | ------------------------ | ------------ | ---- | --------- | ------- | ----- |
| 1º   | 25 | Raúl Fernández        | Red Bull KTM Ajo         | Kalex        | 23   | 39'47.377 | 10º     | 25    |
| 2º   | 44 | Arón Canet            | Solunion Aspar           | Boscoscuro   | 23   | +1.600    | 9º      | 20    |
| 3º   | 87 | Remy Gardner          | Red Bull KTM Ajo         | Kalex        | 23   | +1.968    | 2º      | 16    |
| 4º   | 16 | Joe Roberts           | Italtrans Racing         | Kalex        | 23   | +2.397    | 8º      | 13    |
| 5º   | 37 | Augusto Fernández     | Elf Marc VDS Racing      | Kalex        | 23   | +5.622    | 6º      | 11    |
| 6º   | 72 | Marco Bezzecchi       | SKY Racing Team VR46     | Kalex        | 23   | +6.344    | 5º      | 10    |
| 7º   | 97 | Xavi Vierge           | Petronas Sprinta Racing  | Kalex        | 23   | +7.360    | 3º      | 9     |
| 8º   | 40 | Héctor Garzó          | Flexbox HP40             | Kalex        | 23   | +12.540   | 12º     | 8     |
| 9º   | 6  | Cameron Beaubier      | American Racing          | Kalex        | 23   | +14.989   | 13º     | 7     |
| 10º  | 23 | Marcel Schrötter      | Liqui Moly Intact GP     | Kalex        | 23   | +15.240   | 19º     | 6     |
| 11º  | 21 | Fabio Di Giannantonio | Federal Oil Gresini      | Kalex        | 23   | +15.521   | 16º     | 5     |
| 12º  | 19 | Lorenzo Dalla Porta   | Italtrans Racing         | Kalex        | 23   | +15.667   | 21º     | 4     |
| 13º  | 75 | Albert Arenas         | Solunion Aspar           | Boscoscuro   | 23   | +19.513   | 7º      | 3     |
| 14º  | 7  | Lorenzo Baldassarri   | MV Agusta Forward Racing | MV Agusta F2 | 23   | +23.147   | 24º     | 2     |
| 15º  | 42 | Marcos Ramírez        | American Racing          | Kalex        | 23   | +23.494   | 17º     | 1     |
| 16º  | 14 | Tony Arbolino         | Liqui Moly Intact GP     | Kalex        | 23   | +23.639   | 25º     |       |
| 17º  | 12 | Thomas Lüthi          | Pertamina Mandalika SAG  | Kalex        | 23   | +27.470   | 22º     |       |
| 18º  | 55 | Hafizh Syahrin        | NTS RW Racing GP         | NTS          | 23   | +56.999   | 27º     |       |
| 19º  | 77 | Miquel Pons           | MV Agusta Forward Racing | MV Agusta F2 | 23   | +1'00.417 | 28º     |       |
| 20º  | 11 | Fraser Rogers         | NTS RW Racing GP         | NTS          | 23   | +1'21.966 | 29º     |       |
| 21º  | 35 | Somkiat Chantra       | Idemitsu Honda Team Asia | Kalex        | 23   | +1'25.160 | 11º     |       |
| 22º  | 9  | Jorge Navarro         | Lightech Speed Up        | Boscoscuro   | 20   | +3 giri   | 30º     |       |

### Ritirati
| Nº | Pilota           | Squadra                  | Motocicletta | Giri | Griglia |
| -- | ---------------- | ------------------------ | ------------ | ---- | ------- |
| 96 | Jake Dixon       | Petronas Sprinta Racing  | Kalex        | 14   | 14º     |
| 11 | Nicolò Bulega    | Federal Oil Gresini      | Kalex        | 11   | 15º     |
| 13 | Celestino Vietti | SKY Racing Team VR46     | Kalex        | 11   | 23º     |
| 64 | Bo Bendsneyder   | Pertamina Mandalika SAG  | Kalex        | 7    | 26º     |
| 79 | Ai Ogura         | Idemitsu Honda Team Asia | Kalex        | 4    | 4º      |
| 62 | Stefano Manzi    | Flexbox HP40             | Kalex        | 3    | 20º     |
| 5  | Yari Montella    | Lightech Speed Up        | Boscoscuro   | 3    | 18º     |
| 22 | Sam Lowes        | Elf Marc VDS Racing      | Kalex        | 0    | 1º      |

## Moto3

### Arrivati al traguardo
| Pos. | Nº | Pilota             | Squadra                     | Motocicletta      | Giri | Tempo     | Griglia | Punti |
| ---- | -- | ------------------ | --------------------------- | ----------------- | ---- | --------- | ------- | ----- |
| 1º   | 37 | Pedro Acosta       | Red Bull KTM Ajo            | KTM RC 250 GP     | 22   | 38'01.773 | 8º      | 25    |
| 2º   | 7  | Dennis Foggia      | Leopard Racing              | Honda NSF250R     | 22   | +0.051    | 2º      | 20    |
| 3º   | 13 | Andrea Migno       | Rivacold Snipers            | Honda NSF250R     | 22   | +0.584    | 1º      | 16    |
| 4º   | 71 | Ayumu Sasaki       | Red Bull KTM Tech 3         | KTM RC 250 GP     | 22   | +0.615    | 6º      | 13    |
| 5º   | 2  | Gabriel Rodrigo    | Indonesian Racing Gresini   | Honda NSF250R     | 22   | +0.675    | 4º      | 11    |
| 6º   | 23 | Niccolò Antonelli  | Avintia Esponsorama         | KTM RC 250 GP     | 22   | +0.729    | 13º     | 10    |
| 7º   | 55 | Romano Fenati      | Sterilgarda Max Racing Team | Husqvarna         | 22   | +0.773    | 10º     | 9     |
| 8º   | 11 | Sergio García      | GasGas Valresa Aspar        | Gas Gas RC 250 GP | 22   | +1.245    | 3º      | 8     |
| 9º   | 5  | Jaume Masiá        | Red Bull KTM Ajo            | KTM RC 250 GP     | 22   | +12.487   | 7º      | 7     |
| 10º  | 6  | Ryusei Yamanaka    | CarXpert PrüstelGP          | KTM RC 250 GP     | 22   | +12.508   | 18º     | 6     |
| 11º  | 82 | Stefano Nepa       | BOE Owlride                 | KTM RC 250 GP     | 22   | +12.541   | 21º     | 5     |
| 12º  | 50 | Jason Dupasquier   | CarXpert PrüstelGP          | KTM RC 250 GP     | 22   | +12.593   | 23º     | 4     |
| 13º  | 12 | Filip Salač        | Rivacold Snipers            | Honda NSF250R     | 22   | +12.833   | 14º     | 3     |
| 14º  | 52 | Jeremy Alcoba      | Indonesian Racing Gresini   | Honda NSF250R     | 22   | +13.743   | 26º     | 2     |
| 15º  | 53 | Deniz Öncü         | Red Bull KTM Tech 3         | KTM RC 250 GP     | 22   | +13.788   | 27º     | 1     |
| 16º  | 92 | Yuki Kunii         | Honda Team Asia             | Honda NSF250R     | 22   | +15.234   | 16º     |       |
| 17º  | 99 | Carlos Tatay       | Avintia Esponsorama         | KTM RC 250 GP     | 22   | +18.032   | 20º     |       |
| 18º  | 19 | Andi Farid Izdihar | Honda Team Asia             | Honda NSF250R     | 22   | +20.284   | 15º     |       |
| 19º  | 54 | Riccardo Rossi     | BOE Owlride                 | KTM RC 250 GP     | 22   | +20.343   | 22º     |       |
| 20º  | 40 | Darryn Binder      | Petronas Sprinta Racing     | Honda NSF250R     | 22   | +33.374   | 25º     |       |
| 21º  | 73 | Maximilian Kofler  | CIP Green Power             | KTM RC 250 GP     | 22   | +33.410   | 19º     |       |
| 22º  | 20 | Lorenzo Fellon     | SIC58 Squadra Corse         | Honda NSF250R     | 22   | +36.502   | 24º     |       |
| 23º  | 17 | John McPhee        | Petronas Sprinta Racing     | Honda NSF250R     | 22   | +37.540   | 28º     |       |
| 24º  | 28 | Izan Guevara       | GasGas Valresa Aspar        | Gas Gas RC 250 GP | 22   | +1'08.552 | 11º     |       |

### Non classificato
| Nº | Pilota     | Squadra         | Motocicletta  | Giri | Griglia |
| -- | ---------- | --------------- | ------------- | ---- | ------- |
| 27 | Kaito Toba | CIP Green Power | KTM RC 250 GP | 16   | 17º     |

### Ritirati
| Nº | Pilota           | Squadra                     | Motocicletta  | Giri | Griglia |
| -- | ---------------- | --------------------------- | ------------- | ---- | ------- |
| 31 | Adrián Fernández | Sterilgarda Max Racing Team | Husqvarna     | 16   | 12º     |
| 24 | Tatsuki Suzuki   | SIC58 Squadra Corse         | Honda NSF250R | 15   | 9º      |
| 43 | Xavier Artigas   | Leopard Racing              | Honda NSF250R | 4    | 5º      |